# غاري فرانك (ممثل)
غاري فرانك (بالإنجليزية: Gary Frank)‏ مواليد 9 أكتوبر 1950، هو ممثل أمريكي كما أنه من الفائزين بجائزة إيمي حيث فاز بجائزة أفضل ممثل مساعد في مسلسل دراما.

## أعماله
- مسلسل ملائكة تشارلي
- ستار تريك: ديب سبيس ناين
- جزيرة الفنتازيا
- ريمنغتون ستيل

## روابط خارجية
- غاري فرانك على موقع IMDb (الإنجليزية)
- غاري فرانك على موقع أول موفي (الإنجليزية)
- غاري فرانك على موقع قاعدة بيانات الفيلم (الإنجليزية)